# Jon Uriarte

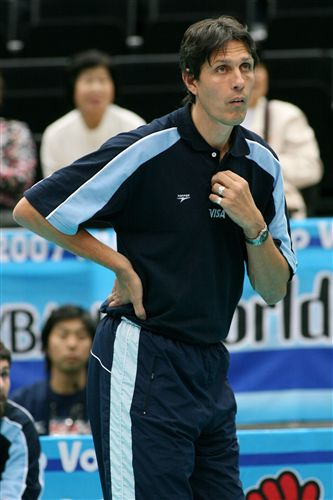
Jon Uriarte w 2012 roku

Jon Emili Uriarte (ur. 15 października 1961 w Buenos Aires) – argentyński siatkarz i trener. Grał na pozycji środkowego.
Ojciec siatkarza Nicolása Uriarte.
Reprezentował swój kraj na Igrzyskach Olimpijskich w Seulu w 1988 r. zdobywając brązowy medal z drużyną narodową. Uzyskał także brązowy medal w siatkarskich Mistrzostwach Świata w 1982 r. rozgrywanych w Argentynie.
Uriarte grał osiem sezonów w Europie we włoskiej Serie A1, we Francji, i w Holandii, jak również jedenaście lat w reprezentacji narodowej łącznie z czterema Mistrzostwami Świata i dwoma Igrzyskami Olimpijskimi.

## Kariera trenerska
| Lata                      | Klub                                 |
| ------------------------- | ------------------------------------ |
| 1991–1993                 | Chacarita FC Azul                    |
| 1993–2001                 | Azul Volley Club                     |
| 2001–2004                 | Australia                            |
| 2005–2006                 | Telemig Celular/Minas                |
| 2006–2008                 | Argentyna                            |
| 2009–2010 (od 13.02.2009) | Tonno Callipo Calabria Vibo Valentia |
| 2011–2014                 | Australia                            |

## Jako siatkarz

### Sukcesy klubowe
Puchar CEV:
- 1983
- 1991

### Sukcesy reprezentacyjne
Mistrzostwa Świata:
- 1982

Mistrzostwa Ameryki Południowej:
- 1983, 1989

Igrzyska Olimpijskie:
- 1988

## Jako trener

### Sukcesy klubowe
Liga argentyńska:
- 1992, 1993, 1994, 2001
- 2000

Liga brazylijska:
- 2006

### Sukcesy reprezentacyjne
Mistrzostwa Azji, Australii i Oceanii:
- 2001

Mistrzostwa Ameryki Południowej:
- 2007[1]